# McMuffin
McMuffin je sendvič prodávaný v restauracích rychlého občerstvení McDonald's v rámci snídaňového menu.
Existuje několik typů tohoto sendviče. V Česku se jej k roku 2024 prodávalo šest druhů, jmenovitě vepřový Fresh, kuřecí Fresh, vepřový s vajíčkem, pouze s vajíčkem, s vajíčkem a slaninou a posledně McMuffin Lučina.
Poprvé vešel do prodeje v roce 1972 jako Egg McMuffin, sloužit měl přitom jako nápodoba typické americké snídaně. První kus byl prodán v Belleville v New Jersey.